# Рівненська волость
Рівненська волость — адміністративно-територіальна одиниця Рівненського повіту Волинської губернії Російської імперії. Волосний центр — повітове місто Рівне (до складу волості не входило).
Станом на 1885 рік складалася з 21 поселення, 18 сільських громад. Населення — 7778 осіб (3829 чоловічої статі та 3949 — жіночої), 880 дворових господарства.
Наприкінці ХІХ століття до складу волості відійшли поселення Бегів, Городок, Караєвичі, Метків, Обарів, Понебель, Ставки ліквідованої Городецької волості та поселення Квасилів ліквідованої Глинсько-Чеської волості. 
Основні поселення волості:
- (волосне правління у місті Рівне. За 1 версту - цегельний та вапняковий заводи).
- Бабин — колишнє власницьке село, 346 осіб, 45 дворів, православна церква, школа, постоялий будинок, водяний млин.
- Бармаки — колишнє власницьке село, 230 осіб, 24 двори, православна церква.
- Басів Кут — колишнє власницьке село, 675 осіб, 108 дворів, православна церква, школа, 2 постоялих будинки, кузня, водяний млин.
- Великий Олексин — колишнє власницьке село при річці Устя, 240 осіб, 27 дворів, православна церква, постоялий будинок.
- Гелесин (Біла Криниця) — колишнє власницьке село, 159 осіб, 20 дворів, школа, постоялий будинок, лісопильний завод.
- Глинки — колишнє державне село, 512 осіб, 48 дворів, православна церква, єврейський молитовний будинок, школа, постоялий двір, постоялий будинок, кузня.
- Золотіїв — колишнє власницьке село при річці Устя, 285 осіб, 33 двори, православна церква, постоялий будинок.
- Колоденка — колишнє власницьке село, 458 осіб, 64 двори, православна церква, школа, постоялий будинок, кузня, водяний млин.
- Корнин — колишнє власницьке село при річці Устя, 330 осіб, 41 двір, православна церква, постоялий будинок.
- Малий Житин — колишнє власницьке село, 335 осіб, 42 двори, православна церква, постоялий будинок, водяний млин.
- Новий Двір — колишнє власницьке село при річці Устя, 365 осіб, 54 двори, православна церква Воскресіння Христового[2], школа, постоялий будинок, водяний млин.
- Тинне — колишнє власницьке село, 487 осіб, 65 дворів, православна церква, школа, постоялий будинок, водяний млин.
- Шпанів — колишнє власницьке село при річці Устя, 609 осіб, 61 двір, православна церква, костел, постоялий двір, водяний млин, шкіряний, пивоварний та бурякоцукровий заводи..

## Польський період
Після окупації Волині поляками волость називалася ґміна Рувне, з 19 лютого 1921 р. у складі повіту входила до новоутвореного Волинського воєводства.
12 грудня 1933 р. внесено зміни у складі ґміни і передано:
- із ґміни Дзяткевіче — села Арештів, Ільпин, Богдашів і Кошатів;
- із ґміни Тучин — колонію Діброва;
- із ґміни Алєксандр'я — хутори колонії Кругле;
- до ґміни Алєксандр'я — села Метків і Павлівка Стара та колонії Павлівка і Янівка;
- до ґміни Бугринь — села Чорні Лози і Бабин[3].

Польською окупаційною владою на території ґміни інтенсивно велася державна програма будівництва польських колоній і заселення поляками. На 1936 рік ґміна складалася з 40 громад:
1. Антопіль — село: Антопіль, дорожня будка: Антопіль та хутір: Дубова;
2. Арестів — село: Арестів;
3. Бармаки — село: Бармаки, фільварок: Бармаки та хутір: Бармаки;
4. Басовий-Кут — село: Басовий-Кут, військове селище: Басовий-Кут та залізнична будка: Басовий-Кут;
5. Басівщина — колонія: Басівщина та дорожня будка: Басівщина;
6. Бегень — село: Бегень та селище: Бегень;
7. Богдашів — села: Богдашів, Ільпин і Кошатів;
8. Боярка — колонія: Боярка;
9. Діброва — колонія: Діброва;
10. Двірець — село: Двірець, військове селище: Двірець та залізнична будка: Двірець;
11. Глинки — село: Глинки та фільварок: Глинки;
12. Гранична — колонія: Гранична;
13. Городок — село: Городок, фільварок: Городок та залізничний перестанок: Обарів;
14. Галлерівка — військове селище: Галлерівка;
15. Гелесин — село: Гелесин та дорожня будка: Гелесин;
16. Ядвіпіль — колонія: Ядвіпіль та фільварок: Каролів;
17. Караєвичі — село: Караєвичі та дорожня будка: Караєвичі;
18. Карпилівка — села: Карпилівка і Студзянка;
19. Колоденка — село: Колоденка;
20. Корнин — село: Корнин та млинарське селище: Корнин;
21. Кругле — село: Кругле;
22. Квасилів Чеський — село: Квасилів Чеський, залізничний перестанок: Квасилів Чеський та залізнична будка: Квасилів Чеський;
23. Квасилів — село: Квасилів;
24. Михайлівка — колонія: Михайлівка;
25. Новий Двір — село: Новий Двір, селище: Новий Двір, ферма: Новий Двір та залізнична будка: Новий Двір;
26. Обарів  — селище: Обарів та фільварок: Обарів;
27. Олексин Малий — село: Олексин Малий;
28. Олексин Великий — село: Олексин Великий;
29. Полісся — колонія: Полісся;
30. Понебель — село: Понебель та фільварок: Понебель;
31. Ставки — село: Ставки та хутір: Ставки;
32. Шпанів — село: Шпанів та залізнична будка: Шпанів;
33. Шпанів-Цукрівня — цукрівня: Шпанів-Цукрівня, залізничний перестанок: Шпанів-Цукрівня та фільварок: Олексин;
34. Шпанів — фільварок: Шпанів
35. Тютькевичі — село: Тютькевичі;
36. Тинне — село: Тинне та колонія: Семигрань;
37. Вандопіль — колонія: Вандопіль;
38. Видумка — колонія: Видумка;
39. Золотіїв — село: Золотіїв та I залізнична будка Золотіїв і II залізнична будка Золотіїв;
40. Зозів — село: Зозів.

Після радянської анексії західноукраїнських земель ґміна ліквідована у зв'язку з утворенням Рівненського району.